# Buzet (Weinbaugebiet)
Das Weinbaugebiet Buzet liegt mittig in der Weinbauregion Sud-Ouest und schließt an den Nordrand des Bereiches Armagnac an. Die Weinberge umfassen ca. 1.920 Hektar Rebfläche am oberen Lauf der Garonne und verteilen sich auf die Gemeinden Ambrus, Anzex, Barbaste, Bruch, Buzet-sur-Baïse, Calignac, Caubeyres, Damazan, Espiens, Feugarolles, Lavardac, Leyritz-Moncassin, Moncault, Montagnac-sur-Auvignon, Montesquieu, Montgaillard-en-Albret, Nérac, Pompiey, Puch-d’Agenais, Razimet, Sainte-Colombe-en-Bruilhois, Saint-Léon, Saint-Pierre-de-Buzet, Sérignac-sur-Garonne, Vianne, Villefranche-du-Queyran und Xaintrailles im Département Lot-et-Garonne.
Zugelassen sind insgesamt fast 14.000 Hektar Fläche, die aber nur zu einem geringen Prozentsatz tatsächlich für den Weinbau genutzt werden. Nachdem das Gebiet am 23. Januar 1953 in die Liste der VDQS-Weine aufgenommen wurde, erhielt Buzet am 19. April 1973 den Status einer Appellation d’Origine Contrôlée (kurz AOC). Das Gebiet hieß im Übrigen bis zum 12. Februar 1986 Côtes de Buzet.
Nach dem Befall mit der Reblaus Ende des 19. Jahrhunderts kam der Weinbau nahezu zum Erliegen; erst ab Mitte der 1950er-Jahre gab es durch Algerien-Heimkehrer wieder einen Aufschwung, der durch die Anerkennung zum Qualitätswein VDQS unterstützt wurde.
- Rotwein und Roséwein werden aus den Rebsorten Merlot, Cabernet Sauvignon, Cabernet Franc und Malbec (hier Côt genannt) hergestellt.
- Der Weißwein besteht aus Sémillon, Sauvignon Blanc und Muscadelle.

Die Erntebeschränkung liegt bei 55 Hektoliter/Hektar.